# 邓坡乡
邓坡乡，是中华人民共和国四川省甘孜藏族自治州稻城县下辖的一个乡镇级行政单位。

## 行政区划
邓坡乡下辖以下地区：
上邓坡村和邓坡村。